# Balearödla
Balearödla (Podarcis lilfordi) är en art i familjen egentliga ödlor som är endemisk för ögruppen Balearerna. 

## Kännetecken
Balearödlan kan vara svartaktig, brunaktig eller grönaktig i färgen och nå en längd på upp till 22 centimeter, inklusive svansen. Den har en spetsig nos och långa smala tår som gör att den får bra grepp när den klättrar. Det finns flera olika underarter eftersom olika populationer har utvecklats isolerat från varandra.

## Utbredning
Balearödlan förekommer bara på små, steniga öar utanför de större öarna Mallorca och Menorca, samt på ön Cabrera och omgivande småöar. Tidigare fanns den även på öarna Mallorca och Menorca, men den har försvunnit därifrån på grund av införda predatorer som katter och råttor. Den listas av IUCN som starkt hotad. Utsattheten för predation är fortfarande en risk för vissa populationer, särskilt på öar där turismen är påtaglig. Insamling för illegal handel och habitatförlust är andra hot mot arten. Ödlan hotas även genom att den kan äta på förgiftade beten utlagda för fiskmåsar och råttor.

## Levnadssätt
Ödlan är marklevande och dess habitat är klippiga områden och buskmarker i låglänta områden. Dess föda är varierad, från insekter till vissa växtdelar. Om ödlan hittar en fisk som tappats av någon havsfågel äter den även det. 
Ibland äter arten frön av växten Daphne rodriguezii och den är viktig för buskens fröspridning. På större öar där ödlan försvann dog även populationen av växten ut.